# 海陽町立川上小学校
海陽町立川上小学校（かいようちょうりつ かわかみしょうがっこう）は、徳島県海部郡海陽町神野字高尾にあった公立小学校。

## 沿革
- 1875年 - 神野小学校を創立。
- 2005年 - 町村合併のため海南町から海陽町となり、海陽町立川上小学校に改称。
- 2011年（平成23年）4月1日 - 海陽町立海南小学校・海陽町立浅川小学校と統合し、（新）海陽町立海南小学校設立。

## 関連学校
- 海陽町立海南中学校